# Sowerby-under-Cotcliffe
Sowerby-under-Cotcliffe – civil parish w Anglii, w North Yorkshire, w dystrykcie (unitary authority) North Yorkshire. W 2001 civil parish liczyła 34 mieszkańców.